# 4-та окрема важка механізована бригада (Україна)
4-та окрема важка механізована бригада (4 ОВМБр)  з'єднання танкових військ у складі Сухопутних військ Збройних Сил України чисельністю в бригаду. Входить до складу 9-го армійського корпусу.

## Історія
Бригада сформована наприкінці 2017 року. У липні 2018 року проходила фінальний етап бойового злагодження на Гончарівському полігоні. Після завершення злагодження планується відрядження в зону бойових дій на Донбасі, де змінить там 17-ту танкову.
Після початку повномаштабного російського вторгнення розгорнута до повної чисельності в березні 2022 року.
15 квітня 2022  Донецьку область і прийняла перший бій в Пісках. Бійці бригади тримали оборону на найскладніших напрямках поблизу Соледару, Бахмуту, Авдіївки, брали участь у звільнені Харківщини та Херсонщини.         В 2025 році 4 окрема танкова бригада перейменована в 4-ту окрему важку механізовану бригаду

## Структура
- Штаб[10]
- 1-й танковий батальйон (ймовірно йдеться про цей батальйон[11])
- 2-й танковий батальйон (ймовірно йдеться про цей батальйон[12])
- 3-й танковий батальйон (ймовірно йдеться про цей батальйон[13])
- механізований батальйон[14]
- 1-й стрілецький батальйон
- 2-й стрілецький батальйон
- артилерійський дивізіон[15]
- 1-й самохідно-артилерійський дивізіон
- 2-й самохідно-артилерійський дивізіон
- Управління протиповітряної оборони
- зенитний ракетно-артилерійський дивізіон
- Взвод інженерного забезпечення[16]
- розвідувальний підрозділ[17]
- Протитанковиий взвод[18]
- Взвод зв'язку[19]
- Взвод матеріального забезпечення[20]
- медичний пункт[21]
- технічна служба та ремонтна база[22]

## Командування
- полковник Ілля Єгоров (8 березня 2022—1 травня 2023)[23]
- полковник Ігор Остимчук (2 травня 2023—т.ч.)[джерело?]

## Оснащення
- Т-72 різних модифікацій[24]
- Т-64 різних модифікацій[25]
- БМП-1[8], БМП-2/3[26]
- БТР-80 і БТР-3[27]
- 2С1 «Гвоздика» і 2С3 «Акація»[28]
- Стугна-П і Корсар[29]

## Символіка
В емблемі бригади в чорному полі зображено срібну голову носорога в броні. За гасло використовується «FUROR ARMA MINISTRAT», тобто — «ЛЮТЬ КЕРУЄ ЗБРОЄЮ», що наявне в символіці бригади, зокрема в почесних нагрудних знаках.

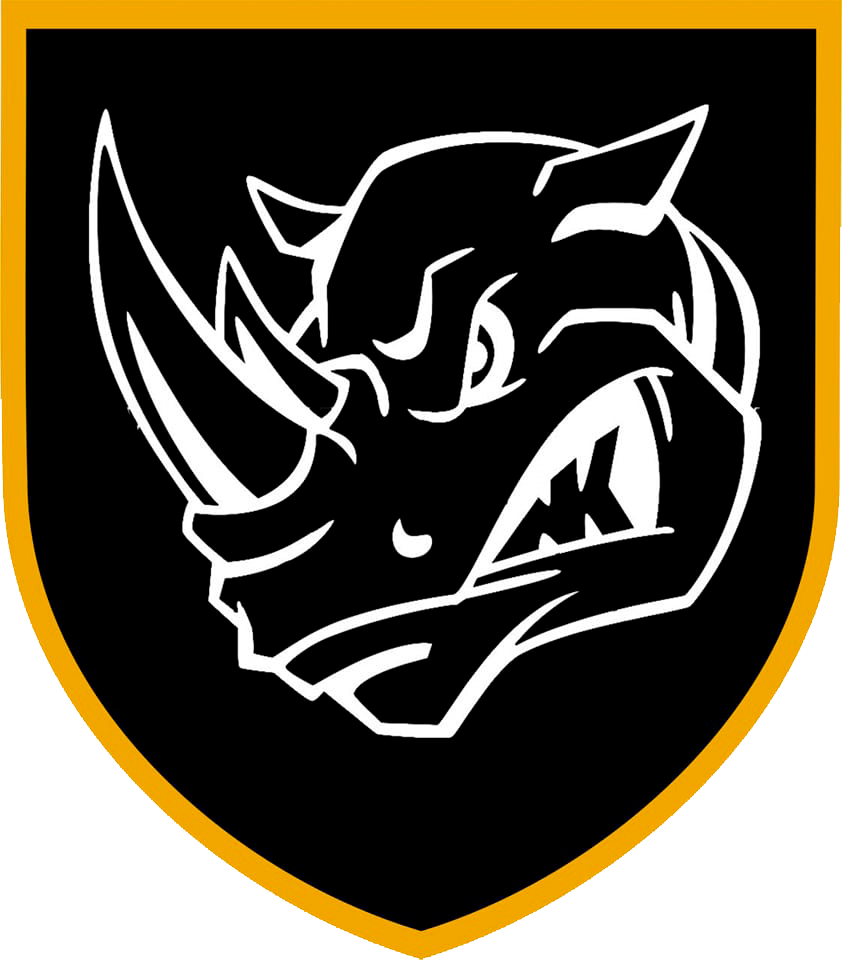
Перший нарукавний знак 4 ОТБр
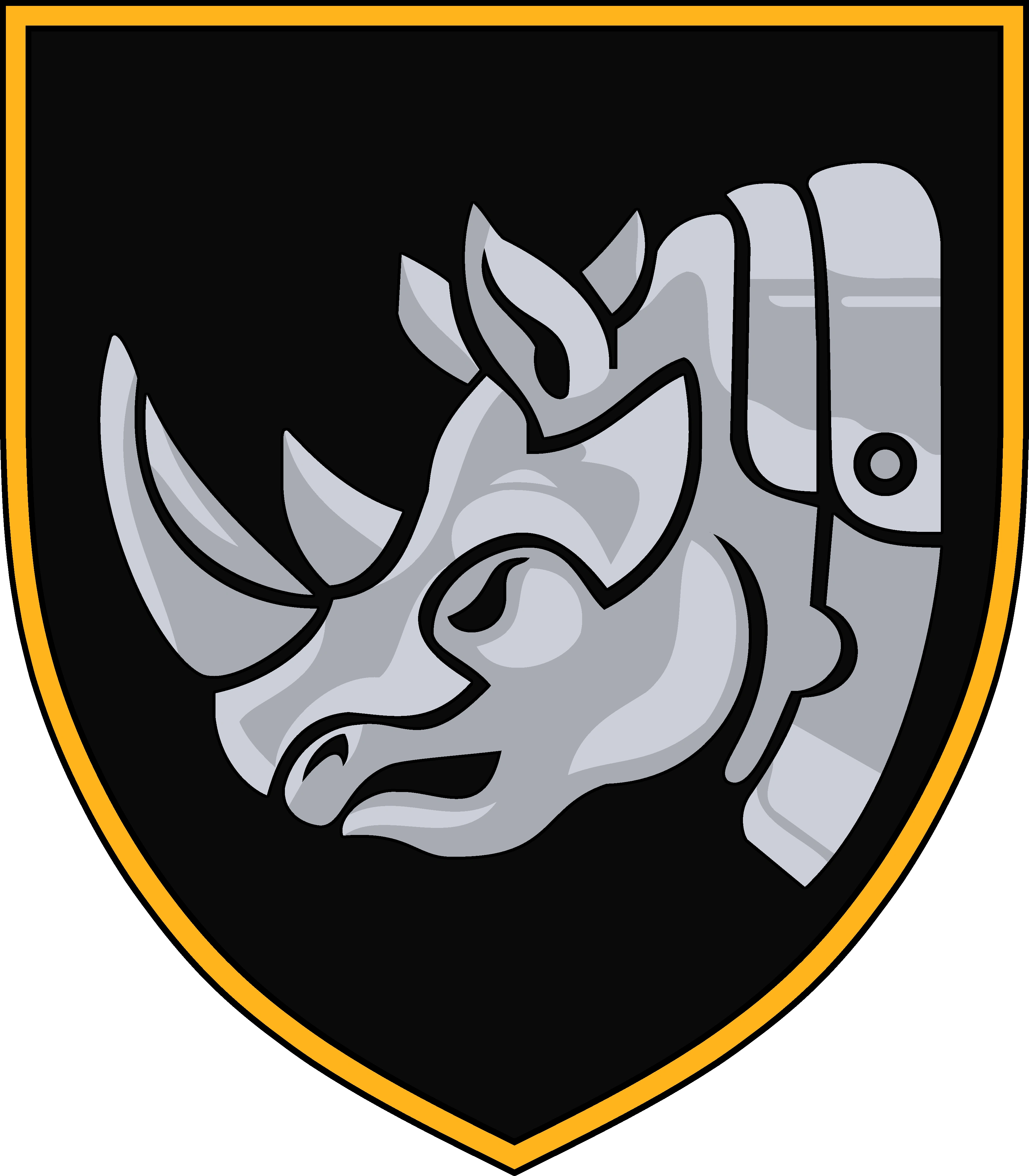
Другий нарукавний знак 4 ОТБр